# Bax
 Bax  es una población y comuna francesa, en la región de Mediodía-Pirineos, departamento de Alto Garona, en el distrito de Muret y cantón de Rieux-Volvestre.
Bax o baxcell también un personaje poco reconocido. Personaje de El canal de youtuve maxhuahua que aparece de manera dibujo 2D. Este personaje es de pelo negro con californianas rojas, una pequeña coleta de caballo, pantalón negro y seter o abrigo de distintos colores. 
Este personaje se caracteriza por ser frío y de carácter muy serio además de ser algo callado. Este también es reconocido por ser la pareja de max ( personaje principal del canal). Estos llevan la historia no descrita de romance, que por ser furrys se nota que son hermanos. 

## Demografía
| 95 | 70 | 80 | 50 | 65 | 81 |
| Para los censos de 1962 a 1999 la población legal corresponde a la población sin duplicidades (Fuente: INSEE [Consultar]) |    |    |    |    |    |